# Renate Vogel (Politikerin)
Renate Vogel (* 16. Januar 1947 in Berlin) ist eine Hamburger Politikerin der Sozialdemokratischen Partei Deutschlands (SPD) und ehemaliges Mitglied der Hamburgischen Bürgerschaft.

## Leben und Politik
Vogel arbeitete als Buchhändlerin und hat zwei Kinder.
1972 trat sie in die SPD ein und übte mehrere kommunalpolitische Funktionen aus. Sie war unter anderem im Distriktvorstand, Distriktvorsitzende und Kreis- und Landesdelegierte. Sie saß für ihre Partei in der Bezirksversammlung Hamburg-Altona.
Vogel war von Oktober 1991 bis 2001 Mitglied in der Hamburgischen Bürgerschaft für die SPD. Sie saß dort unter anderem für ihre Fraktion im Ausschuss Schule, Jugend und Berufsbildung, im Umweltausschuss und im Ausschuss für Inneres und den öffentlichen Dienst. Zudem war sie ab 1998 umweltpolitische Sprecherin der SPD-Fraktion.
Für die Bürgerschaftswahl 2001 wurde sie von ihrer Partei nicht mehr für einen Listenplatz berücksichtigt. Heute ist sie Deputierte der Behörde für Stadtentwicklung und Umwelt und Beisitzerin im Vorstand des Distriktes Rissen-Sülldorf.